# Tešinja
Tešinja (nemško Tösching) je naselje v Občini Šentjakob v Rožu v Okraju Beljak-dežela na Koroškem v Avstriji.